# Violet Brown
Violet Brown (geborene Mosse; * 10. März 1900 in Duanvale, Trelawny Parish, Britisch-Jamaika; † 15. September 2017 in Montego Bay) war eine jamaikanische Altersrekordlerin. Mit 117 Jahren war sie ab dem 15. April 2017 die älteste lebende Person der Welt und mit der Japanerin Nabi Tajima einer der zwei letzten lebenden Menschen aus dem 19. Jahrhundert.

## Leben
Die Daten zu Browns Geburtsdatum variierten, es wurden der 4., 10., 13. und 15. März 1900 angegeben. 2014 wurde der 10. März offiziell von der Gerontology Research Group bestätigt. Sie wurde als zweites von vier Kindern des Zuckerkochers John Mosse und seiner Frau Elizabeth Mosse im Trelawny Parish im Norden der Insel geboren. Mit 13 Jahren wurde sie als Mitglied der Baptisten getauft, bis ins hohe Alter spielte sie noch in der Frazerville Methodist Church die Orgel. Mit ihrem Ehemann Augustus Gaynor Brown, der 1978 starb, hatte Brown eine Tochter. Außerdem hatte sie fünf weitere Kinder. Die meiste Zeit ihres Lebens arbeitete sie als Zuckerrohrbäuerin und Buchhalterin für den lokalen Friedhof.
An ihrem 110. Geburtstag 2010 wurde Brown die erste jamaikanische Supercentenarian. Die älteste Person aus Jamaika war sie zu dem Zeitpunkt schon. Mit dem Tod von Misao Okawa am 1. April 2015 gehörte sie zu den fünf ältesten lebenden Menschen. Mit dem Tod von Susannah Mushatt Jones am 12. Mai 2016 wurde sie die zweitälteste lebende Person der Welt. Am 6. Juli 2016 stieg Brown in die Liste der zehn ältesten verifizierten Menschen ein. Sie war außerdem die sechste Person, die erwiesenermaßen ein Alter von 117 Jahren erreichte. Zusammen mit Nabi Tajima gehörte sie zu den beiden letzten lebenden Personen aus dem 19. Jahrhundert. Außerdem war sie der letzte Mensch der Welt, der noch unter der Herrschaft von Königin Victoria gelebt hatte (Jamaika war damals eine britische Kolonie). Seit dem Tod von Emma Morano am 15. April 2017 war sie die älteste lebende Person der Welt.
Körperlich war Brown noch einigermaßen rege, sie saß zwar im Rollstuhl, machte aber noch jeden Morgen selbst ihr Bett. Sie war nie ernsthaft krank, brauchte keine Lesebrille und las häufig. Sie wohnte immer noch in ihrem Heimatort Duanvale. Nach ihr wurde die Violet Mosse Foundation, eine Non-Profit-Organisation mit dem Ziel, Hundertjährigen und anderen alten Personen eine bessere Lebensqualität zu verschaffen, benannt. Browns erstes Kind Harland Fairweather (15. April 1920 bis 19. April 2017) lebte bei ihr und war mit über 97 Jahren vermutlich die älteste Person der Welt mit noch lebendem Elternteil.
Violet Brown starb am 15. September 2017 mit 117 Jahren und 189 Tagen. Zu diesem Zeitpunkt war sie der viertälteste Mensch der Geschichte. Der Titel des ältesten lebenden Menschen ging nach ihrem Tod an die Japanerin Nabi Tajima.